# Borough de l'île Kodiak
Le borough de l'île Kodiak (en anglais, Kodiak Island Borough) est un borough (district) situé en Alaska, couvrant l'archipel Kodiak et une partie continentale située au nord-est de la péninsule d'Alaska. En 2000, sa population était 13 913 habitants. Le chef-lieu du district est la ville de Kodiak dans l'île homonyme.

## Géographie
Le borough a une superficie totale de 31 141 km2 dont 16 990 km2 en superficie terrestre et 14 151 km2 en superficie maritime. L'île Kodiak occupe la majeure partie de cette superficie, mais une bande littorale sur la côte continentale de la péninsule d'Alaska et quelques autres îles voisines font aussi partie du Borough. Le détroit entre l'île et le continent est connu sous le nom de détroit de Shelikof, en anglais Shelikof Strait. Le sud de l'île s'ouvre sur l'océan Pacifique rendant ce site idéal pour le lancement de certains satellites. Le Kodiak Launch Complex est ainsi utilisé pour mettre des satellites sur orbite Molniya ou orbite polaire.

### Boroughs ou zones censitairesvoisins
- Borough de Lake and Peninsula au Nord‑Ouest.

## Démographie
| 1960  | 1970  | 1980  | 1990   | 2000   | 2010   |
| ----- | ----- | ----- | ------ | ------ | ------ |
| 7 174 | 9 409 | 9 939 | 13 309 | 13 913 | 13 592 |

## Villes
- Akhiok
- Aleneva
- Chiniak
- Karluk
- Kodiak
- Kodiak Station
- Larsen Bay
- Old Harbor
- Ouzinkie
- Port Lions
- Womens Bay

## Sites
- Kaguyak Village Site
- Kukak Bay Cannery
- Takli Island Archeological District